# Плашташи
Плашташи, познати још и као морске штрцаљке (Tunicata, Urochordata) су подтип хордата и особени су по томе што им је тело покривено омотачем названим плашт (tunica). Плашт је изграђен од целулозе, полисахарида који нема ниједна група животиња. Код њих је због сесилног начина живота дошло до упрошћавања телесне грађе па представљају изразит пример регересивне еволуције. Због тога одрасле јединке скоро потпуно одступају од основне грађе хордата те се једва могу сврстати међу њих. Хорда постоји само код ларви и то у репном делу тела.

## Одрасле јединке
Тело одрасле јединке, покривено плаштом, прилично је једноставне грађе: обликом подсећа на врећу са два шифона, кроз један вода улази, a кроз други излази. Пелагијске врсте, какве су салпе, имају тело у облику цеви. Хорда код већине атрофира. Немају нервну цев већ је нервни систем сведен на ганглију изнад предњег црева. Мишићи и целом су јако редуковани и нема сегментације. ждрело са великим бројем шкржних прореза јако је проширено па заузима највећи део тела и има улогу у дисању. Око њега је околождрелна дупља, која се назива још и клоакална или атријална дупља јер се у њу изливају црево и гонаде. Углавном су хермафродитни организми, a могу се, поред полног, размножавати и бесполно, пупљењем. Код неких врста долази до смене полне и бесполне генерације.

## Ларва
Ларва, која води слободан начин живота, поседује све типичне одлике хордата:
1. покретљивост (захваљујући репу)
2. билатералну симетрију
3. нервну цев - ектодермалног порекла (која се налази у репном делу.)
4. хорду - ендодермалног порекла
5. мишиће - мезодермалног порекла.

Регресивним променама, током метаморфозе, када се ларва причврсти за подлогу, настаје одрасла јединка која губи типичне карактеристике хордата.